# Nostalgitrippen
Nostalgitrippen  är en bok av Fredrik Reinfeldt, Magnus G Graner och Martin Lindvall, utgiven 1995 av Moderata ungdomsförbundet (ISBN 91-86194-13-5). I boken kritiseras ledande personer inom det Moderata samlingspartiet för valförlusten 1994. De utpekas också som Carl Bildt-kopior och anklagas för bristade kraftförmåga. Som en konsekvens kom Reinfeldt i onåd hos partiledningen och Bildt, något som Reinfeldt själv senare i Ulf Kristoffersons bok Fredrik Reinfeldt – i huvudrollen beskrev som "Jag kände mig oerhört trampad på. Jag var ju liksom pestförklarad. För mig blev det början på en ökenvandring som sedan varade i flera år."